# Škoda Epiq
Škoda Epiq — це майбутній електричний субкомпактний кросовер, який буде вироблятися компанією Škoda Auto. Виробництво заплановано на 2025 рік.

## Огляд
Škoda Epiq був представлений виробником 15 березня 2024 року.  Його дизайн був натхненний концепт-каром Škoda Vision 7S, представленим у Празі в листопаді 2022 року.